# Power Jets W.2
Power Jets W.2 byl britský proudový motor navržený Frankem Whittleyem a Power Jets. Jako předchozí motor Power Jets W.1 měl podobnou konfiguraci jako protiproudé trubkové spalovací komory, oboustranný radiální kompresor a vzduchem chlazenou část s turbínou.

## Vývoj
V roce 1940 uzavřelo ministerstvo letectví s firmou Gloster Aircraft Company smlouvu na výrobu prototypu nového dvoumotorového proudového stíhacího letounu dle požadavku F.9/40, ze kterého později vznikl Gloster Meteor. Současně byla společnost Power Jets pověřena návrhem nového motoru určeného k pohonu stejného letadla. W.2 byl postaven na základě smlouvy se společností Rover Car Company na počátku 40. let. Vztahy mezi Power Jets a Roverem byly poněkud napjaté a vývoj W.2 byl velmi pomalý.
Na konci roku 1942 Rover souhlasil, že vymění svou továrnu na proudové motory v Barnoldswicku v Lancashire za továrnu firmy Rolls-Royce v Nottinghamu, kde se vyráběly tankové motory Meteor. Na pokyn britské vlády převzal Rolls-Royce kontrolu nad projektem W.2, přičemž se Frank Whittle a jeho malý tým z Power Jets stal poradenskou kapacitou. Společně vyřešili problémy s W.2 a motor se nakonec dostal do sériové výroby jako Rolls-Royce Welland o tahu 7,1 kN. Tyto motory byly montovány do letounů Gloster Meteor F Mk1 a rané verze F Mk3 a vstoupil do služby v roce 1944.
Dalším vývojem motoru W.2, konkrétně z varianty W.2B/26, vznikl motor Rolls-Royce Derwent.

## Specifikace (W.2/850)

### Technické údaje
- Typ: proudový motor s odstředivým kompresorem
- Průměr:
- Délka:
- Hmotnost suchého motoru: 950 lb (431 kg)

### Součásti
- Kompresor: jednostupňový oboustranný radiální kompresor
- Spalovací komora: 10 trubkových
- Turbína: jednostupňová axiální
- Palivo:  Kerosin

### Výkony
- Maximální tah: 2 485 lbf (1 127 kgf) při 16 500 ot./min.
- Celkový kompresní poměr: 4:1
- Průtok/hltnost vzduchu: 47 lb/s (21 kg/s)
- Spotřeba paliva: 2 610 lb/hr (1 185 kg/hr)
- Poměr tah/hmotnost: 2,6:1